# Río Algae
El río Algae es un río situado en la Antártida. Con 25 km de longitud, es el tercer sistema fluvial más largo de la Antártida. En la Tierra de Wilkes, que está situado en la Antártida oriental, conecta con una serie de lagos epiglaciales en el borde sur de Bunger Hills, con el lago Algae en el centro. El río desemboca en el golfo Transkriptsii en la costa Knox.
El río fue estudiado por el Dr. Gore y posteriormente el estudio del río fue completado en 2000 por el Dr. Gibson.  En 2003 el Comité de Nombres Antárticos de Australia lo nombró basándose en el nombre del lago del mismo nombre.